# 토드 특성류
대수적 위상수학에서 토드 특성류(Todd特性類, 영어: Todd class)는 히르체브루흐-리만-로흐 정리 및 아티야-싱어 지표 정리에 등장하는 특성류이다.

## 정의
다음이 주어졌다고 하자.
- 파라콤팩트 공간 {\displaystyle X}
- {\displaystyle X} 위의 복소수 벡터 다발 {\displaystyle E}
  - {\displaystyle \dim _{\mathbb {C} }E=n}이라고 하자.

분할 원리(영어: splitting principle)에 의하여, {\displaystyle E}의 특성류는 {\displaystyle E}가 복소수 선다발들의 직합 {\displaystyle L_{1}\oplus \dotsb \oplus L_{n}}인 것처럼 볼 때, 이들의 천 특성류 {\displaystyle x_{i}=\operatorname {c} _{1}(L_{i})}에 대한 대칭 다항식으로 정의된다. (물론 이 ‘선다발’ {\displaystyle L_{i}}는 존재하지 않을 수 있다.)
토드 특성류 {\displaystyle \operatorname {Td} (E)\in H^{\bullet }(X;\mathbb {Q} )}는 {\displaystyle E}의 특성류의 하나로, 유리수 계수의 코호몰로지류이며, 구체적으로 다음과 같은 대칭 다항식으로 주어진다.
{\displaystyle \operatorname {Td} (E)=\prod _{i=1}^{n}{\frac {x_{i}}{1-\exp(-x_{i})}}=\prod _{i=1}^{n}\left(1+{\frac {1}{2}}x_{i}+{\frac {1}{12}}x_{i}^{2}-{\frac {1}{720}}x_{i}^{4}+\dotsb \right)\in \operatorname {H} ^{\bullet }(M;\mathbb {Q} )}
천 특성류 {\displaystyle c_{i}}는 이와 같이 다항식으로 정의하면 다음과 같다.
{\displaystyle c=c_{1}+c_{2}+c_{3}+\dotsb =\prod _{i=1}^{n}(1+x_{i})}
이를 사용하여 쓰면, 토드 특성류는 다음과 같다.
{\displaystyle \operatorname {Td} (E)=1+{\frac {1}{2}}\operatorname {c} _{1}(E)+{\frac {1}{12}}\left(\operatorname {c} _{1}(E)^{2}+\operatorname {c} _{2}(E)\right)+{\frac {1}{24}}\operatorname {c} _{1}(E)\operatorname {c} _{2}(E)+{\frac {1}{720}}\left(-\operatorname {c} _{1}(E)^{4}+4\operatorname {c} _{1}(E)^{2}\operatorname {c} _{2}(E)+\operatorname {c} _{1}(E)\operatorname {c} _{3}(E)+3\operatorname {c} _{2}(E)^{2}-\operatorname {c} _{4}(E)\right)+\dotsb }

## 성질
벡터 다발의 직합의 토드 특성류는 각 성분의 토드 특성류의 합곱이다.
{\displaystyle \operatorname {Td} (E\oplus F)=\operatorname {Td} (E)\smile \operatorname {Td} (F)}

## 역사
영국의 수학자인 존 아서 토드(영어: John Arthur Todd)가 1937년 도입하였다. 이는 최초로 발견된 특성류의 하나이며, 천싱선이 천 특성류를 1946년 도입하기 오래 전에 발견되었다.